# Bâlvănești
Bâlvănești là một xã thuộc hạt Mehedinți, România. Dân số thời điểm năm 2002 là 1159 người.